# 田端八十吉
田端 八十吉（たばた やそきち、1885年（明治18年）3月17日 - 1968年（昭和43年）8月20日）は、大日本帝国陸軍軍人。最終階級は陸軍少将。

## 経歴
1885年（明治18年）に広島県で生まれた。陸軍士官学校第17期卒業。1922年（大正11年）8月15日に陸軍歩兵少佐、1926年（大正15年）8月6日に陸軍歩兵中佐に進級し、1930年（昭和5年）に歩兵第70連隊附となり、神戸商業大学兼神戸商業大学附属商学専門部服務となった。1932年（昭和7年）に陸軍歩兵大佐に進級し、第4師団司令部附となる。1933年（昭和8年）3月18日に東京陸軍幼年学校附を経て、8月1日に東京陸軍幼年学校訓育部長に就任した。
1934年（昭和9年）8月に歩兵第50連隊長に就任。1937年（昭和12年）3月1日に陸軍少将進級と同時に待命、3月29日に予備役に編入された。1945年（昭和20年）4月1日に召集され、広島陸軍幼年学校長に就任した。
1947年（昭和22年）11月28日、公職追放仮指定を受けた。

## 栄典
勲章
- 1940年（昭和15年）8月15日 - 紀元二千六百年祝典記念章[5]
- 1943年（昭和18年）10月9日  - 勲二等瑞宝章[6]